# إس. آرثر شبيغل
إس. آرثر شبيغل (بالإنجليزية: S. Arthur Spiegel) هو ضابط وقاضي ومحامي أمريكي، ولد في 24 أكتوبر 1920 في سينسيناتي في الولايات المتحدة، وتوفي بنفس المكان في 31 ديسمبر 2014.